# West Liberty (Iowa)
West Liberty es una ciudad ubicada en el condado de Muscatine en el estado estadounidense de Iowa. En el Censo de 2010 tenía una población de 3736 habitantes y una densidad poblacional de 831,4 personas por km².

## Geografía
West Liberty se encuentra ubicada en las coordenadas 41°34′21″N 91°15′46″O / 41.57250, -91.26278. Según la Oficina del Censo de los Estados Unidos, West Liberty tiene una superficie total de 4.49 km², de la cual 4.49 km² corresponden a tierra firme y (0%) 0 km² es agua.

## Demografía
Según el censo de 2010, había 3736 personas residiendo en West Liberty. La densidad de población era de 831,4 hab./km². De los 3736 habitantes, West Liberty estaba compuesto por el 71.17% blancos, el 0.37% eran afroamericanos, el 0.08% eran amerindios, el 2.09% eran asiáticos, el 0% eran isleños del Pacífico, el 23.29% eran de otras razas y el 3% pertenecían a dos o más razas. Del total de la población el 52.22% eran hispanos o latinos de cualquier raza.